# Русская (приток Таза)
Ру́сская — река в России, на севере Западной Сибири, протекает по территории Тазовского района Ямало-Ненецкого автономного округа и по границе Туруханского района Красноярского края.

## География
Длина реки − 280 км, площадь водосборного бассейна — 5140 км². Впадает в реку Таз справа, на 190 км от устья, в 125 км к юго — востоку от райцентра Тазовский. Течёт по северо-восточной части Западно-Сибирской равнины. Начинается в безымянном озере на высоте 76 метров над уровнем моря.
В бассейне реки около 720 рек и ручьёв, в том числе пять рек длиной свыше 50 км, основные притоки слева — Туколанда, Хуричангда, Тагул.

## Притоки
(указано расстояние от устья)
- 9 км: река без названия
- 43 км: река без названия
- 57 км: река без названия
- 62 км: река без названия
- 66 км: река без названия
- 78 км: река без названия
- 86 км: река Тагул
- 107 км: река Хуричангда
- 120 км: река без названия
- 127 км: река Ямбаяха
- 152 км: река Ичемма
- 164 км: река без названия
- 169 км: река Туколанда
- 187 км: река без названия
- 223 км: река без названия
- 228 км: река без названия
- 243 км: река Левая Русская
- 245 км: река без названия
- 257 км: река без названия

## Данные водного реестра
По данным государственного водного реестра России относится к Нижнеобскому бассейновому округу, водохозяйственный участок реки — Таз. Речной бассейн реки — Таз.